# Révolution de 1874

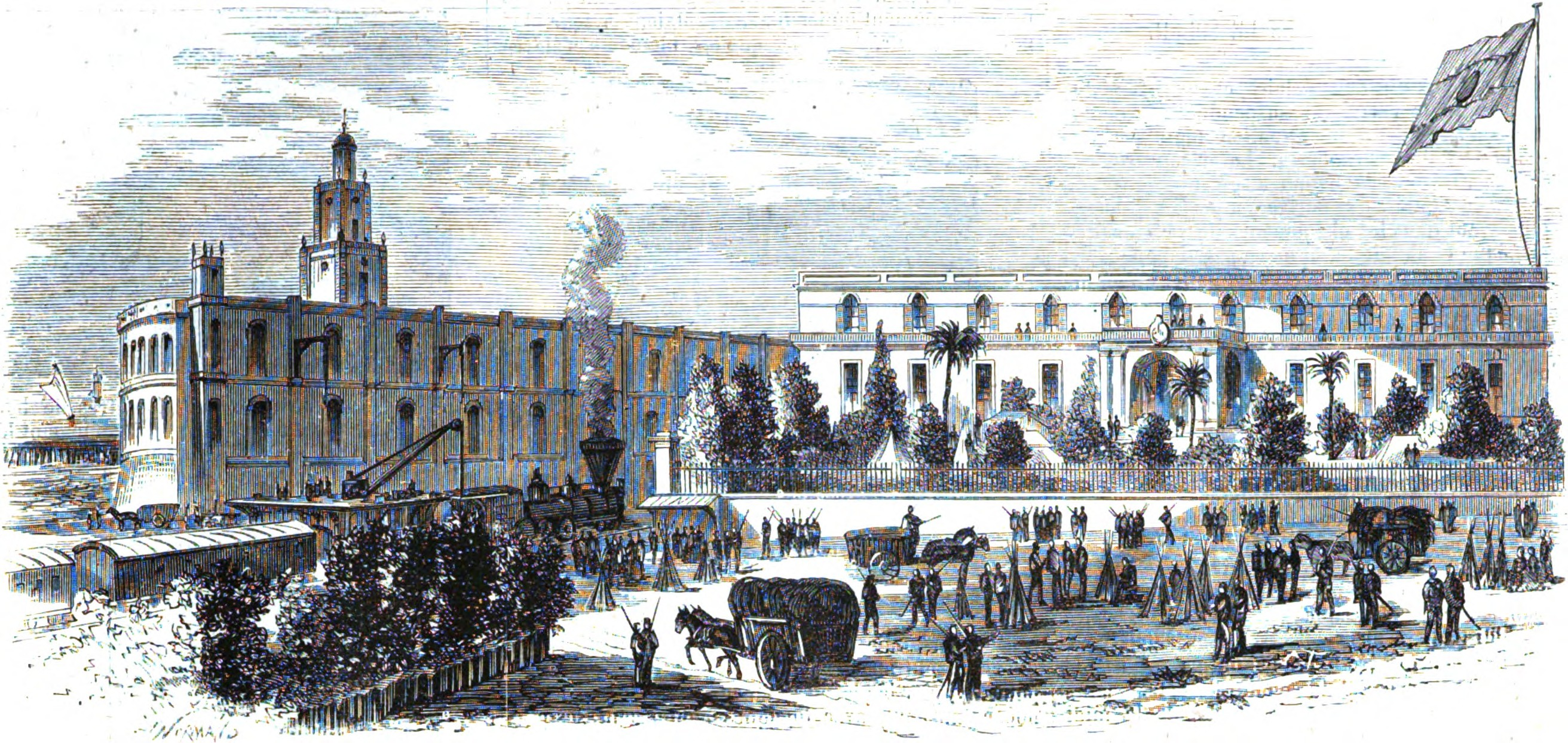
La Révolution de la République argentine : Occupation du palais du gouvernement par les troupes à Buenos Aires (L'Illustration, Volume LXIV, nº 1.660, 1874.).

La révolution de 1874 fut, dans l’histoire de la République argentine, l’une des dernières tentatives du Parti libéral, continuateur idéologique et politique du Parti unitaire, de se hisser au gouvernement national. Le motif allégué par les révolutionnaires était les pratiques frauduleuses lors des élections des députés nationaux ; de nombreux historiens cependant ont estimé qu’il ne s’agissait là qu’un d’un prétexte en vue de tenter un coup de force. La défaite des troupes des généraux Bartolomé Mitre et José Miguel Arredondo scella le sort du Parti libéral, qui ne parviendra plus jamais à reprendre le pouvoir face à l’hégémonie — qui s’étendra sur plus de 40 ans — du Parti autonomiste national.